# جوفان ماركوفيتش
جوفان ماركوفيتش (بالرومانية: Jovan Marković)‏ هو لاعب كرة قدم روماني وصربي في مركز الهجوم، ولد في 23 مارس 2001 في بلغراد في صربيا. شارك مع منتخب رومانيا تحت 17 سنة لكرة القدم. أما مع النوادي، فقد لعب مع نادي يونيفيرسيتاتيا كرايوفا.

## وصلات خارجية
- جوفان ماركوفيتش على موقع الاتحاد الأوربي (الإنجليزية)
- جوفان ماركوفيتش على موقع قاعدة بيانات كرة القدم.إي يو (الإنجليزية)
- جوفان ماركوفيتش على موقع ناشيونال فوتبول تيمز (الإنجليزية)
- جوفان ماركوفيتش على موقع Soccerbase.com (لاعب) (الإنجليزية)
- جوفان ماركوفيتش على موقع Soccerway.com (الإنجليزية)
- جوفان ماركوفيتش على موقع عالم كرة القدم.نت (الإنجليزية)